# إميل بوك (كاتب)
إميل بوك (بالألمانية: Emil Bock)‏ هو كاتب ومؤلف ألماني، ولد في 19 مايو 1895 في بارمن في ألمانيا، وتوفي في 6 ديسمبر 1959 في شتوتغارت في ألمانيا.